# Prostorska skupina
V kristalografiji je prostorska skupina ali kristalografska skupina ali Fedorova skupina kristala opis njegove simetrije, ki ima lahko eno od 230 možnih  simetrij. V matematiki se preučujejo tudi prostorske skupine v več kot treh razsežnostih, ki se imenujejo Bieberbachove grupe.
Merodajen vir podatkov za trorazsežne prostorske skupine so Mednarodne tabele za kristalografijo.

## Zgodovina
Prostorske skupine v trorazsežnem prostoru je prvi oštevilčil Jevgraf Stepanovič Fjodorov (1891), kmalu za njim pa neodvisno od Fjodorova še Arthur Moritz Schönflies (1891) in  William Barlow (1894). Vsa njihova številčenja so vsebovala nekaj manjših napak. Fjodorov in Schönflies sta kasneje z dopisovanjem napake odpravila, tako da je nastal pravilen seznam 230 prostorskih skupin. 
17 prostorskih skupin v dvorazsežnem prostoru (ploskovne skupine), so bile poznane že nekaj stoletij pred tem.

## Elementi prostorske skupine
Prostorske skupine v trirazsežnem prostoru so kombinacije 32 kristalografskih točkovnih skupin in 14 Bravaisovih mrež, ki spadajo v enega od sedmih kristalnih razredov. Prostorska skupina je torej kombinacija translacijske simetrije osnovne celice, vključno s centriranjem mreže, simetrijskih operacij točkovne skupine - rotacije (zasuk okrog rotacijske osi), refleksije (zrcaljenje na zrcalni ravnini) in inverzije  (zrcaljenje skozi točko – center inverzije)  ter  simetrijskih operacij vijačnih osi in drsnih ravnin. Kombinacije vseh naštetih operacij dajejo skupno 230 edinstvenih prostorskih skupin, ki opisujejo vse možne kristalne simetrije. 

### Elementi s stalno točko
Elementi prostorske skupine s stalno točko v prostoru so rotacija, refleksija, nevtralni element in inverzija.

### Translacije
Translacije tvorijo normalno abelovo podgrupo 3. reda, imenovano Bravaisova mreža. Možnih je 14 različnih Bravaisovih mrež.

### Drsne ravnine
Drsna ravnina je zrcaljenje na ravnini, kateremu sledi translacija, vzporedna s to ravnino. Označena je s črkami a, b ali c, odvisno od tega, vzdolž katere osi poteka drsenje. Obstaja tudi drsenje n, ki pomeni zdrs vzdolž polovice diagonale ploskve in drsenje d, ki pomeni zdrs za četrtino diagonale ploskve ali telesne diagonale osnovne celice. Zadnji ravnina se imenuje diamantna drsna ravnina, ker je značilna za strukturo diamanta.

### Vijačne osi
Vijačna os je rotacija okoli osi, kateri sledi translacija vzdolž rotacijske osi. Označena je s črko n, ki pomeni število rotacij, ki so potrebne za poln krog. Oznaka n = 3 torej pomeni, da je posamezen zasuk enak ⅓ kroga, se pravi 120º. Oznaki n se zatem kot podpisan indeks pripiše translacija vzdolž rotacijske osi, ki je izražena v delih vzporednega mrežnega vektorja. Zapis 21 pomeni, da gre za dvoštevno rotacijo in translacijo za ½ mrežnega vektorja.

## Označevanje prostorskih skupin
Za označevanje prostorskih skupin obstoja najmanj osem različnih metod. Nekatere metode dopuščajo za isto prostorska skupino več različnih imen, zato se uporablja nekaj tisoč različnih imen.
- Številka. Preglednice vseh prostorskih skupin objavlja Mednarodna zveza za kristalografijo in jim pripisuje enotne številke od 1 do 230. Številčenje je poljubno, vendar imajo skupine iz istega kristalnega sistema ali točkovne skupine zaporedne števlke.
- Mednarodna ali Hermann-Mauguinova oznaka. Hermann-Mauguinove ali mednarodne oznake opisujejo kristalno mrežo in nekaj operatorjev. Krajša oblika zapisa, ki se kristalografiji najpogosteje uporablja, se imenuje kratka mednarodna oznaka in je običajno sestavljena iz štirih znakov. Prvi znak pomeni centriranost Bravaisove mreže (P, A, B, C, I, R ali F). Naslednji trije znaki opisujejo najpomembnejše simetrijske operacije. Oznake so enake kot v točkovnih skupinah, samo da so jim dodane drsne ravnine in vijačne osi. Primer: prostorska skupina kamene strele je P3121, kar pomeni, da ima primitivno centrirano osnovno celico s troštevno vijačno osjo in dvoštevno rotacijsko osjo. Zapis ne vsebuje eksplicitnega prikaza kristalnega sistema, čeprav je edinstven za vsako prostorsko skupino (prostorska skupina P3121 je trigonalna).
V kratki mednarodni oznaki prvi znak (v zgornjem primeru 31) opisuje simetrijo vzdolž glavne osi (v trigonalnem sistemu je to os c), drugi znak (v zgornjem primeru 2) simetrijo okrog drugorazrednih osi (a in b), tretji znak pa simetrijo v drugih smereh. V trigonalnem kristalnem sistemu obstoja tudi prostorska skupina P3112, v kateri dvoštevni osi nista na oseh a in b, ampak sta zasukani za 30º.
Mednarodne oznake in kratke mednarodne oznake nekaterih prostorskih skupin so se v obdobju 1932-2002 rahlo spremenile, zato imajo nekatere prostorske skupine štiri različne mednarodne oznake.
- Hallova oznaka. Hallove oznake prostorskih skupin so zelo eksplicitne. Rotacija, translacija in oznake smeri osi so jasno ločene, centri inverzije pa eksplicitno definirani. Zgradba in oblika zapisa je še posebno primerna za računalniško generiranje informacij o simetriji. Primer: skupina s številko 3 ima oznako: P 2y (P 1 2 1), P 2 (P 1 1 2), P 2x (P 2 1 1).
- Schönfliesova oznaka. Prostorske skupine z dano točkovno skupino so oštevilčene z 1, 2, 3... v enakem zaporedju kot njihove mednarodne številke. Za številko je kot nadpisana  Schönfliesova oznaka točkovne skupine. Primer: prostorske skupine s številkami 3 do 5 iz točkovne skupine C2  imajo Schönfliesove oznake C12, C22 in C32.
- Šubnikova oznaka.
- Notacija orbifold in notacija fibrifold. Ime samo pove, da notacija opiše orbifold, ki je dan s kvocientom evklidovega prostora in prostorske skupine in ne z operatorji prostorske skupine. Notacijo sta uvedla sta ga John Horton Conway in William Thurston, vendar se izven matematike skorajda ne uporablja.

## Razvrščanje prostorskih skupin
Za razvrščanje prostorskih skupin v razrede obstoja najmanj deset različnih načinov:
- kristalografske prostorske skupine (v treh dimenzijah 230)
- afine prostorske skupine (v treh dimenzijah 219)
- aritmetični kristalni razredi (v treh dimenzijah 73)
- geometrijski kristalni razredi (v treh dimenzijah 32)
  - Bravaisove mreže (v treh dimenzijah 14)
- kristalni sistemi (v treh dimenzijah 7)
  - kristalne mreže (v treh dimenzijah 7)
- kristalne družine (v treh dimenzijah 6)

Conway, Delgado Friedrichs in Huson s sodelavci so leta 2001 izdelali drugačno klasifikacijo prostorskih skupin, ki je zasnovana na strukturah fibrifold na ustreznih orbifoldih. 

## Pregled prostorskih skupin v 3 razsežnostih
| Kristalni sistem  | Točkovna skupina          | Točkovna skupina     | #       | Prostorske skupine (kratka mednarodna oznaka) |
| Kristalni sistem  | Hermann-Mauguinova oznaka | Schönfliesova oznaka | #       | Prostorske skupine (kratka mednarodna oznaka) |
| ----------------- | ------------------------- | -------------------- | ------- | --- |
| Triklinski (2)    | 1                         | C1                   | 1       | P1 |
| Triklinski (2)    | 1                         | Ci                   | 2       | P1 |
| Monoklinski (13)  | 2                         | C2                   | 3-5     | P2, P21, C2 |
| Monoklinski (13)  | m                         | Cs                   | 6-9     | Pm, Pc, Cm, Cc |
| Monoklinski (13)  | 2/m                       | C2h                  | 10-15   | P2/m, P21/m, C2/m, P2/c, P21/c, C2/c |
| Ortorombski (59)  | 222                       | D2                   | 16-24   | P222, P2221, P21212, P212121, C2221, C222, F222, I222, I212121 |
| Ortorombski (59)  | mm2                       | C2v                  | 25-46   | Pmm2, Pmc21, Pcc2, Pma2, Pca21, Pnc2, Pmn21, Pba2, Pna21, Pnn2, Cmm2, Cmc21, Ccc2, Amm2, Aem2, Ama2, Aea2, Fmm2, Fdd2, Imm2, Iba2, Ima2                                  |
| Ortorombski (59)  | mmm                       | D2h                  | 47-74   | Pmmm, Pnnn, Pccm, Pban, Pmma, Pnna, Pmna, Pcca, Pbam, Pccn, Pbcm, Pnnm, Pmmn, Pbcn, Pbca, Pnma, Cmcm, Cmce, Cmmm, Cccm, Cmme, Ccce, Fmmm, Fddd, Immm, Ibam, Ibca, Imma   |
| Tetragonalni (68) | 4                         | C4                   | 75-80   | P4, P41, P42, P43, I4, I41 |
| Tetragonalni (68) | 4                         | S4                   | 81-82   | P4, I4 |
| Tetragonalni (68) | 4/m                       | C4h                  | 83-88   | P4/m, P42/m, P4/n, P42/n, I4/m, I41/a |
| Tetragonalni (68) | 422                       | D4                   | 89-98   | P422, P4212, P4122, P41212, P4222, P4212, P4322, P43212, I422, I4122 |
| Tetragonalni (68) | 4mm                       | C4v                  | 99-110  | P4mm, P4bm, P42cm, P42nm, P4cc, P4nc, P42mc, P42bc, I4mm, I4cm, I41md, I41cd                                                                                             |
| Tetragonalni (68) | 42m                       | D2d                  | 111-122 | P42m, P42c, P421m, P421c, P4m2, P4c2, P4b2, P4n2, I4m2, I4c2, I42m, I42d                                                                                                 |
| Tetragonalni (68) | 4/mmm                     | D4h                  | 123-142 | P4/mmm, P4/mcc, P4/nbm, P4/nnc, P4/mbm, P4/mnc, P4/nmm, P4/ncc, P42/mmc, P42/mcm, P42/nbc, P42/nnm, P42/mbc, P42/mnm, P42/nmc, P42/ncm, I4/mmm, I4/mcm, I41/amd, I41/acd |
| Trigonalni (25)   | 3                         | C3                   | 143-146 | P3, P31, P32, R3 |
| Trigonalni (25)   | 3                         | S6                   | 147-148 | P3, R3 |
| Trigonalni (25)   | 32                        | D3                   | 149-155 | P312, P321, P3112, P3121, P3212, P3221, R32 |
| Trigonalni (25)   | 3m                        | C3v                  | 156-161 | P3m1, P31m, P3c1, P31c, R3m, R3c |
| Trigonalni (25)   | 3m                        | D3d                  | 162-167 | P31m, P31c, P3m1, P3c1, R3m, R3c, |
| Heksagonalni (27) | 6                         | C6                   | 168-173 | P6, P61, P65, P62, P64, P63 |
| Heksagonalni (27) | 6                         | C3h                  | 174     | P6 |
| Heksagonalni (27) | 6/m                       | C6h                  | 175-176 | P6/m, P63/m |
| Heksagonalni (27) | 622                       | D6                   | 177-182 | P622, P6122, P6522, P6222, P6422, P6322 |
| Heksagonalni (27) | 6mm                       | C6v                  | 183-186 | P6mm, P6cc, P63cm, P63mc |
| Heksagonalni (27) | 6m2                       | D3h                  | 187-190 | P6m2, P6c2, P62m, P62c |
| Heksagonalni (27) | 6/mmm                     | D6h                  | 191-194 | P6/mmm, P6/mcc, P63/mcm, P63/mmc |
| Kubični (36)      | 23                        | T                    | 195-199 | P23, F23, I23, P213, I213 |
| Kubični (36)      | m3                        | Th                   | 200-206 | Pm3, Pn3, Fm3, Fd3, Im3, Pa3, Ia3 |
| Kubični (36)      | 432                       | O                    | 207-214 | P432, P4232, F432, F4132, I432, P4332, P4132, I4132 |
| Kubični (36)      | 43m                       | Td                   | 215-220 | P43m, F43m, I43m, P43n, F43c, I43d |
| Kubični (36)      | m3m                       | Oh                   | 221-230 | Pm3m, Pn3n, Pm3n, Pn3m, Fm3m, Fm3c, Fd3m, Fd3c, Im3m, Ia3d |